# Königsberg-klass (kryssare, 1927)
Königsberg-klass var en klass av tre lätta kryssare som byggdes för tyska Reichsmarine och senare användes av Kriegsmarine. Alla tre fartygen deltog i Operation Weserübung och endast Köln överlevde operationen. Köln sänktes i Wilhelmshaven i mars 1945.

## Konstruktion

Ritning av huvudartilleriets torn

Fartygen i klassen var 169 meter långa i vattenlinjen och 174 meter långa över allt. De hade en största bredd på 15,3 meter och ett maximalt djupgående på 6,28 meter. De konstruerades för ett deplacement på 6750 ton och hade ett deplacement på 7800 ton vid full last. Skrovet var till största delen svetsat istället för nitat för att spara vikt. Det var uppdelat i nitton vattentäta sektioner och hade en dubbelbotten som sträckte sig över 72 procent av skrovets längd.

Huvudbestyckningen var nio 15 cm SK C/25 kanoner monterade i tre trippeltorn. Ett torn var monterat i fören och två akteröver i ett trappstegs montage. De två aktra tornen var förskjuta på varsin sida av midskeppslinjen för att öka skottfältet. Varje torn vägde 136 910 kg. Durkarna innehöll 1080 granater för huvudartilleriet vilket var 120 granater per kanon. Från början bestod luftvärnet av två 8,8 cm SK L/45 i enkelmontage med 400 granater per kanon. Senare byttes dessa ut mot tre dubbelmontage med 8,8 cm SK C/32. Åtta stycken 3,7 cm SK C/30 monterades i mitten på 1930-talet och upp till åtta stycken 2 cm C/30 kanoner monterade också. Köln som överlevde till krigsslutet utrustades till slut med 18 stycken 2 cm C/30.

## Fartyg i klassen

### Königsberg
Kölsträckt: 12 april 1926, Sjösatt: 26 mars 1927, Tagen i tjänst: 17 april 1929, Sänkt: 10 april 1940

### Karlsruhe
Kölsträckt: 27 juli 1926, Sjösatt: 20 augusti 1927, Tagen i tjänst: 6 november 1929, Sänkt: 9 april 1940

Den 4 januari 1940 sändes Karlsruhe och ett minfartyg ut för att uppbringade det svenska passagerarfartyget S/S Konung Oscar som transporterade polska flyktingar från Riga till Sverige, den 19 januari uppbringades det svenska fartyget som togs som pris.
Under Operation Weserübung tillhörde Karlsruhe Kriegsschiffgruppe 4 som angrepp Kristiansand den 9 april 1940. Efter att ha utkämpat en artilleriduell med batterier på klipporna vid Odderøy och kustbatteriet vid Gleodden kunde de tyska trupperna landsättas. När Karlsruhe lämnade Kristiansand träffades hon av två torpeder från den brittiska ubåten HMS Truant, efter att besättningen hade räddats sänktes hon av den tyska torpedbåten Greif .
Vraket hittades inte förrän 2020, runt om 11 nautiska mil sydost om Kristiansand, på ungefär 490 meters djup.

### Köln
Kölsträckt: 7 augusti 1926, Sjösatt: 23 maj 1928, Tagen i tjänst: 15 januari 1930, Sänkt: 30 mars 1945

Under andra världskriget deltog fartyget i Operation Weserübung, det tyska anfallet på Danmark och Norge, samt vid operationer i Östersjön. Under reparation i Wilhelmshaven sänktes fartyget av allierade bombangrepp 30 mars 1945.